# Iker Lecuona

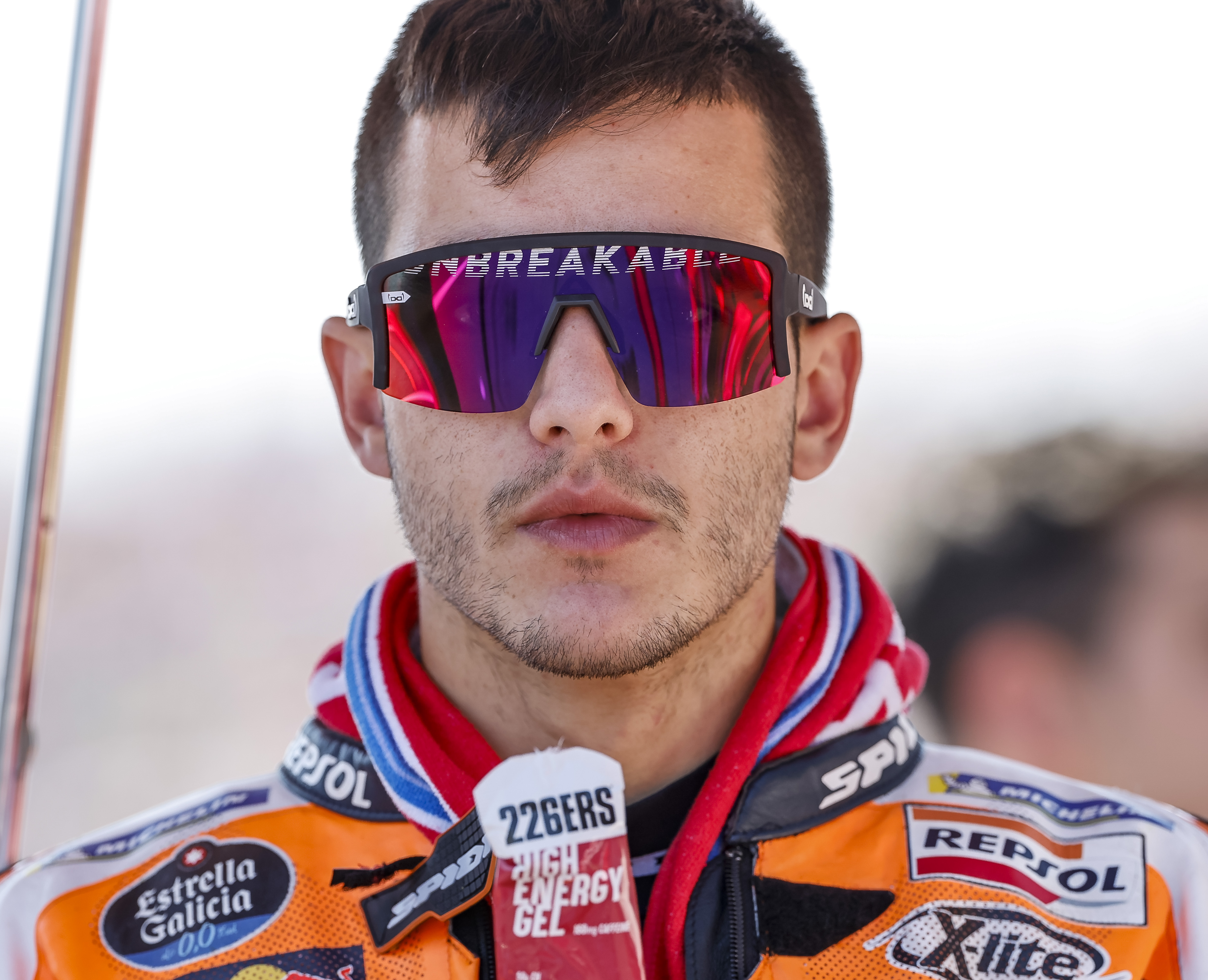
Iker Lecuona, 2023

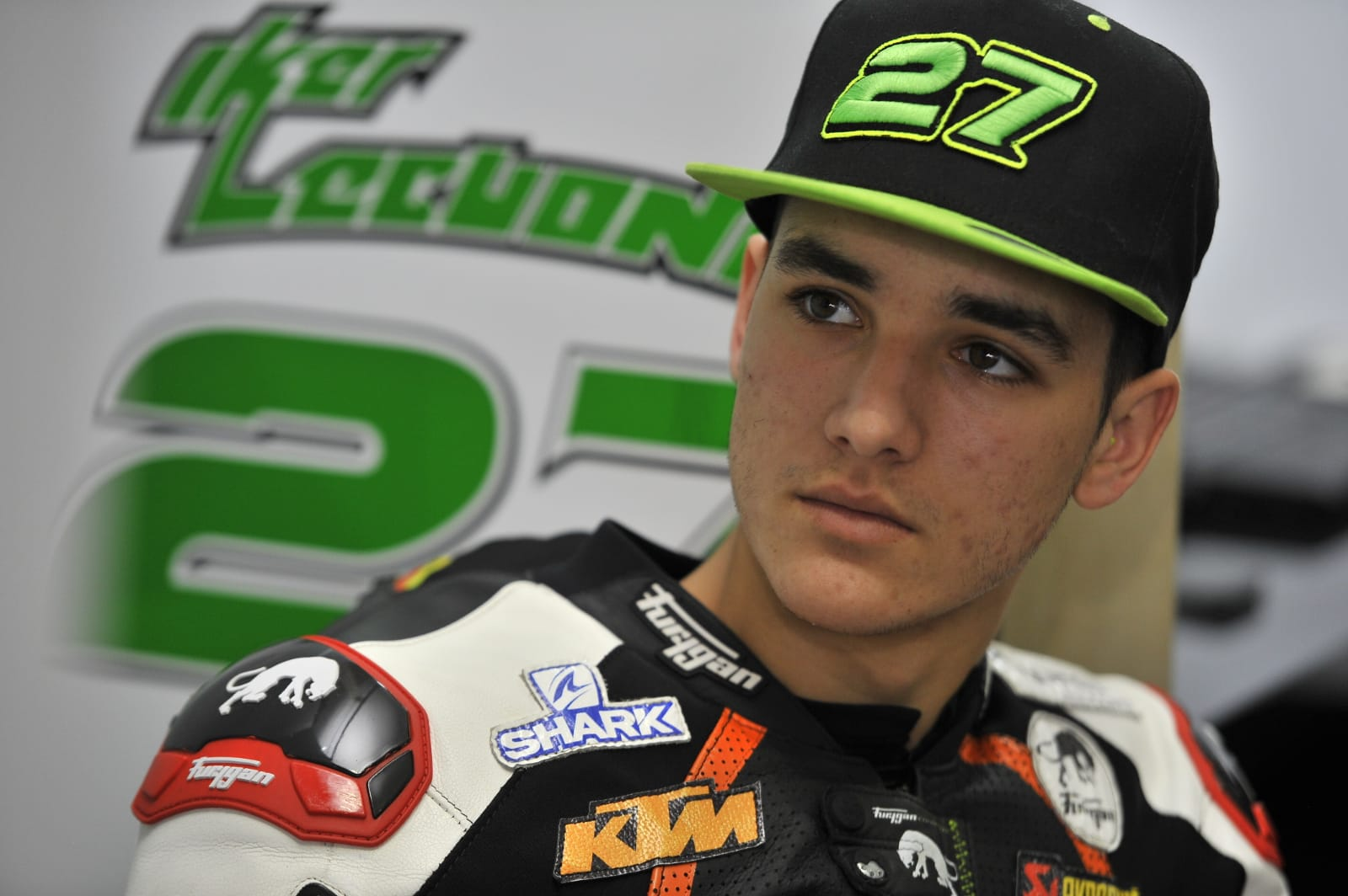
Iker Lecuona auf Phillip Island, 2018

Iker Lecuona Gascón (* 6. Januar 2000 in Valencia) ist ein spanischer Motorradrennfahrer.

## Karriere
Lecuona feierte sein Debüt in der Motorrad-Weltmeisterschaft in der Saison 2016 auf Kalex, als er im Team CarXpert Interwetten den verletzten Dominique Aegerter zunächst für zwei Rennen ersetzte und danach dessen Platz bis zum Saisonende einnahm. Er konnte jedoch bei den sechs Rennen nicht in den Punkten landen. In der Saison 2017 verpasste Lecuona fünf der ersten sechs Rennen verletzungsbedingt und erreichte mit dem 14. Platz beim Großen Preis von Malaysia in Sepang sein bestes Ergebnis.
Ab 2018 fuhr Lecuona auf KTM in der Moto2-Kategorie und erreichte in der Saison 2018 mit insgesamt 80 Punkten Rang 12 im Endklassement sowie mit Rang zwei hinter dem Portugiesen Miguel Oliveira beim Saisonfinale in Valencia seinen ersten Podestplatz in der Weltmeisterschaft. In der Saison 2019 schaffte er 90 Punkte und wiederum Gesamtrang 12. Beim letzten Saisonrennen in Valencia feierte Lecuona sein Debüt in der MotoGP-Klasse, als er im Team KTM Tech 3 Racing den verletzten Miguel Oliveira ersetzte. 2020 geht Lecuona im Team Red Bull KTM Tech3 auf einer KTM RC16 in der höchsten Klasse permanent an den Start. Bei den ersten drei Rennen schied er aus und holte seine ersten Punkte in der MotoGP-Klasse mit dem 9. Platz beim Großen Preis von Österreich in Spielberg.

## Statistik

### Erfolge
- 2022 – Sieger des 8-Stunden-Rennens von Suzuka zusammen mit Takumi Takahashi und Tetsuta Nagashima auf Honda

### In der Superbike-Weltmeisterschaft
(Stand: Saisonende 2023)
| Saison | Team     | Motorrad          | Rennen | Siege | Zweiter | Dritter | Poles | Schn. Runden | Punkte | Ergebnis |
| ------ | -------- | ----------------- | ------ | ----- | ------- | ------- | ----- | ------------ | ------ | -------- |
| 2022   | Team HRC | Honda CBR1000RR-R | 30     | —     | —       | 1       | —     | —            | 189    | 9.       |
| 2023   | Team HRC | Honda CBR1000RR-R | 35     | —     | —       | —       | —     | —            | 143    | 13.      |
| Gesamt | Gesamt   | Gesamt            | 65     | 0     | 0       | 1       | 0     | 0            | 332    |          |

### In der Motorrad-Weltmeisterschaft
(Stand: Saisonende 2023)
| Saison | Klasse              | Team                       | Motorrad            | Rennen | Siege | Zweiter | Dritter | Poles | schn. Rennrunden | Punkte | WM-Pos. |
| ------ | ------------------- | -------------------------- | ------------------- | ------ | ----- | ------- | ------- | ----- | ---------------- | ------ | ------- |
| 2016   | Moto2               | CarXpert Interwetten       | Kalex               | 6      | —     | —       | —       | —     | —                | 0      | 36.     |
| 2017   | Moto2               | Garage Plus Interwetten    | Kalex               | 13     | —     | —       | —       | —     | —                | 2      | 35.     |
| 2018   | Moto2               | Swiss Innovative Investors | KTM                 | 18     | —     | 1       | —       | —     | —                | 80     | 12.     |
| 2019   | Moto2               | American Racing KTM        | KTM                 | 18     | —     | —       | 1       | —     | —                | 90     | 12.     |
| 2019   | MotoGP              | KTM Tech 3 Racing          | KTM RC16            | 1      | —     | —       | —       | —     | —                | 0      | 28.     |
| 2020   | MotoGP              | Red Bull KTM Tech3         | KTM RC16            | 11     | —     | —       | —       | —     | —                | 27     | 20.     |
| 2021   | MotoGP              | Tech3 KTM Factory Racing   | KTM RC16            | 18     | —     | —       | —       | —     | —                | 39     | 20.     |
| 2023   | MotoGP              | Repsol Honda Team          | RC213V              | 2      | –     | –       | –       | –     | –                | 0      | 30.     |
| 2023   | MotoGP              | LCR Honda Castrol          | RC213V              | 5      | –     | –       | –       | –     | –                | 0      | 30.     |
| 2023   | Gesamtergebnis 2023 | Gesamtergebnis 2023        | Gesamtergebnis 2023 | 7      | –     | –       | –       | –     | –                | 0      | 30.     |
| Gesamt | Gesamt              | Gesamt                     | Gesamt              | 92     | 0     | 1       | 1       | 0     | 0                | 238    |         |

### In der FIM-CEV-Moto2-Europameisterschaft
| Saison | Team                    | Motorrad | Rennen | Siege | Zweiter | Dritter | Poles | Schn. Runden | Punkte | Ergebnis |
| ------ | ----------------------- | -------- | ------ | ----- | ------- | ------- | ----- | ------------ | ------ | -------- |
| 2015   | Swiss Junior Team Moto2 | Suter    | 4      | –     | –       | –       | –     | –            | 20     | 18.      |
| 2016   | Race Experience         | Kalex    | 9      | –     | –       | –       | –     | –            | 79     | 6.       |
| Gesamt | Gesamt                  | Gesamt   | 13     | 0     | 0       | 0       | 0     | 0            | 99     |          |